# 아스크야산

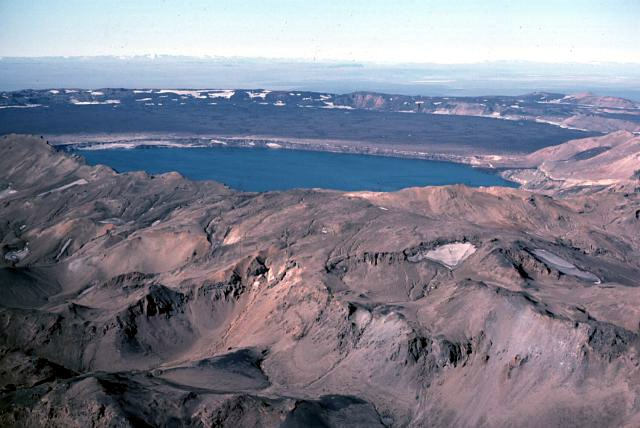
아스크야 산

아스크야산(아이슬란드어: Askja, IPA: [ˈascja])은 성층 화산으로, 아이슬란드에 위치한 대형 화산이다. 이 화산은 정상에 칼데라 호를 가지고있는데, 증기는 없지만 현재까지 활동하는 활화산이다. 바로 옆에 비티 분화구가 있는데, 그곳은 뜨거운 물이 끓는 흰색빛 온천이 있다.
이 화산은 아스크야 산의 측화산이다. 그리고 아스크야 칼데라가 생긴 옆에 바로 생겨난 것을 보면, 큰 화산 폭발 뒤에 작은
화산 폭발이 일어나 만들어진 것처럼 보인다. 화구벽은 경사가 급하다.

## 비티 분화구

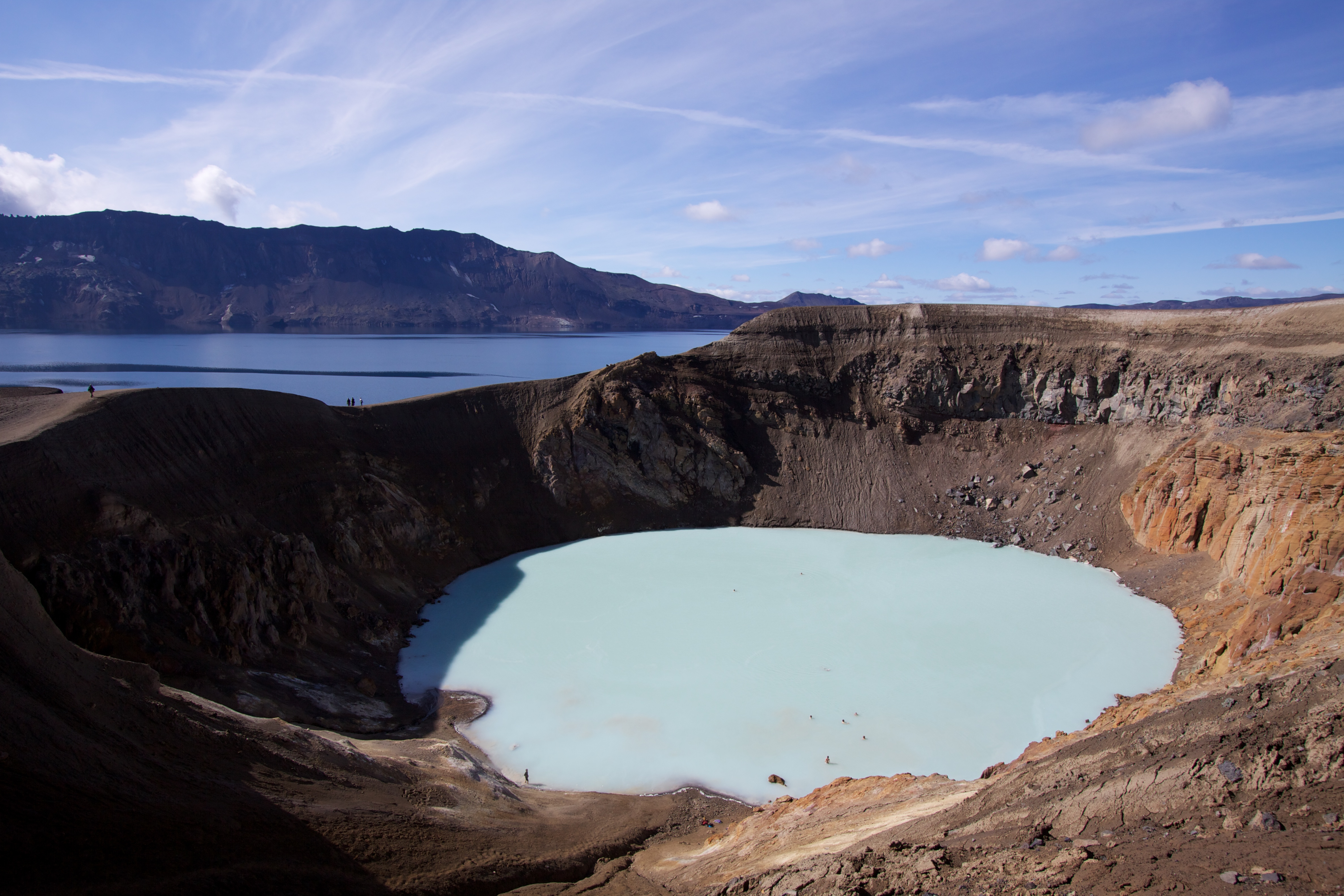
비티 분화구와 화구 호수

비티 분화구(Viti Crater)는 아스크야 산의 칼데라 호 바로 옆에 있다.
이곳은 화산이지만 높이가 매우 낮고 안에 화구호가 있다. 이곳은 물이 따뜻해서 사람들이 온천욕을 할 수 있다. 화구벽은 경사가 급하고
미끄러지기 쉽다. 그러나 밧줄을 이용해서 내려갈 수 있다. 현재 이곳은 아스크야 산과 함께 국립공원이 되었다. 게다가 분화 기록도 없다.

## 같이 보기
- 아이슬란드의 지리